# Zembrzyce

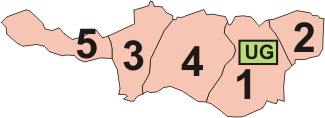
Zembrzyce (1.) na planie gminy Zembrzyce

Zembrzyce – wieś w Polsce położona w województwie małopolskim, w powiecie suskim, siedziba gminy Zembrzyce. W latach 1975–1998 miejscowość administracyjnie należała do województwa bielskiego.

## Historia
Wieś Zembrzyce jest najstarszą wsią obecnego powiatu suskiego i drugą najstarszą w górskim odcinku Skawy po Mucharzu. Najstarszy dokument potwierdzający jej istnienie pod nazwą Zubrzic pochodzi z 1333, kiedy to nadano Żegota z Bieńkowic okoliczne lasy celem kolonizacji. Prawdopodobnie powstała ona nawet wcześniej – być może w 2. połowie XIII wieku. Obszar ten stanowił w średniowieczu pogranicze Śląska i Małopolski. Same Zembrzyce należały wówczas do księstwa oświęcimskiego. To właśnie książęta oświęcimscy założyli wieś oraz wystawili na pobliskiej górze obronny zamek, strzegący przeprawy przez Skawę. Po zamku pozostały nieliczne ślady, ale góra do dzisiaj nosi nazwę Zamczysko.
Zembrzyce przez wieki stanowiły własność prywatną rodów szlacheckich. Jej właściciele przyjęli od ówczesnej nazwy wsi swoje nazwisko – Zubrzyccy. W XVI wieku ustala się ostateczna nazwa wsi – Zembrzyce. Dzięki zabiegom właścicieli w 1533 w Zembrzycach erygowana została parafia. Od XVI wieku wielokrotnie zmieniali się właściciele wsi.
15 kwietnia 1914 miał miejsce pożar wsi podczas którego spłonęło ponad 100 domów. Mieszkańcy postanowili założyć straż pożarną. Dzięki zebranym funduszom dość szybko udało się kupić sikawkę za 2.600 koron, która została poświęcona 24 maja 1914 roku. Równocześnie odebrano przysięgę od 24 strażaków. Naczelnikiem straży został Eustachy Chodorowski.
Na początku XX wieku Zembrzyce stały się znaczącym ośrodkiem garbarstwa. Najliczniejszymi rodami w Zembrzycach w 1934 roku były Fidelus, Talaga, Danek, Miś, Kopacz, Miroch oraz Grygiel.
W 2009 został oddany do użytku, mieszczący się we wsi ośrodek rekolekcyjno-wypoczynkowy „Totus Tuus im. kard. Karola Wojtyły”. Powstał on na terenie byłego ośrodka kolonijnego PKP, który działał już w latach 30. XX w. i był bardzo popularnym miejscem wypoczynkowym w okresie PRL-u. Od początku lat 90. w związku ze słabnącą pozycją państwowego przewoźnika i niskim standardem lokalowym, miejsce to zaczynało niszczeć, a goście praktycznie przestali tam przyjeżdżać. W związku z nierentownością ośrodka, PKP sprzedało go archidiecezji krakowskiej. W latach 2021–2023 na jego terenie kandydaci do kapłaństwa z archidiecezji krakowskiej i diecezji bielsko-żywieckiej przeżywali od października do końca czerwca okres propedeutyczny. Poprzedzał on rozpoczęcie przez nich studiów filozoficzno-teologicznych w Krakowie. W październiku 2023 odbywał się tu jedynie pierwszy miesiąc tego okresu. Dalej był on już kontynuowany w budynku Wyższego Seminarium Duchownego Archidiecezji Krakowskiej przy ul. Podzamcze w Krakowie. Czas ten jest przeznaczony m.in. na czytanie Pisma Świętego, osobistą modlitwę, pracę i rozeznawanie powołania. Trwa on taki sam okres, jak wcześniej i dopiero kolejny rok formacji jest czasem rozpoczęcia studiów. W 2024, arcybiskup Marek Jędraszewski zdecydował o zmianie miejsca odbywania przez kandydatów pierwszego miesiąca roku propedeutycznego. Od tego momentu przeżywają go na terenie Ośrodka wczasowo-rekolekcyjnego im. Jana Pawła II w Zakrzowie, który jest prowadzony przez Caritas Archidiecezji Krakowskiej.

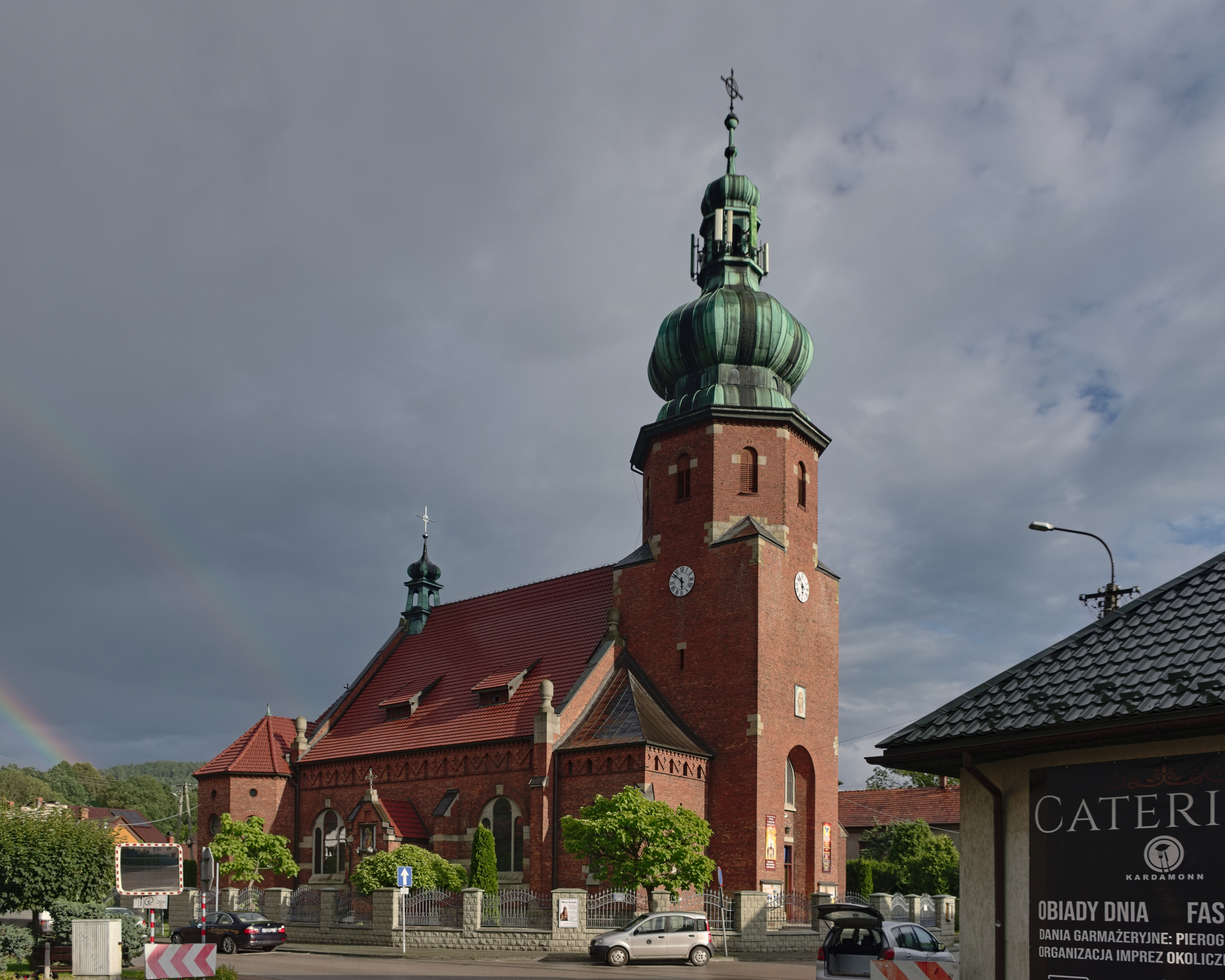
Kościół
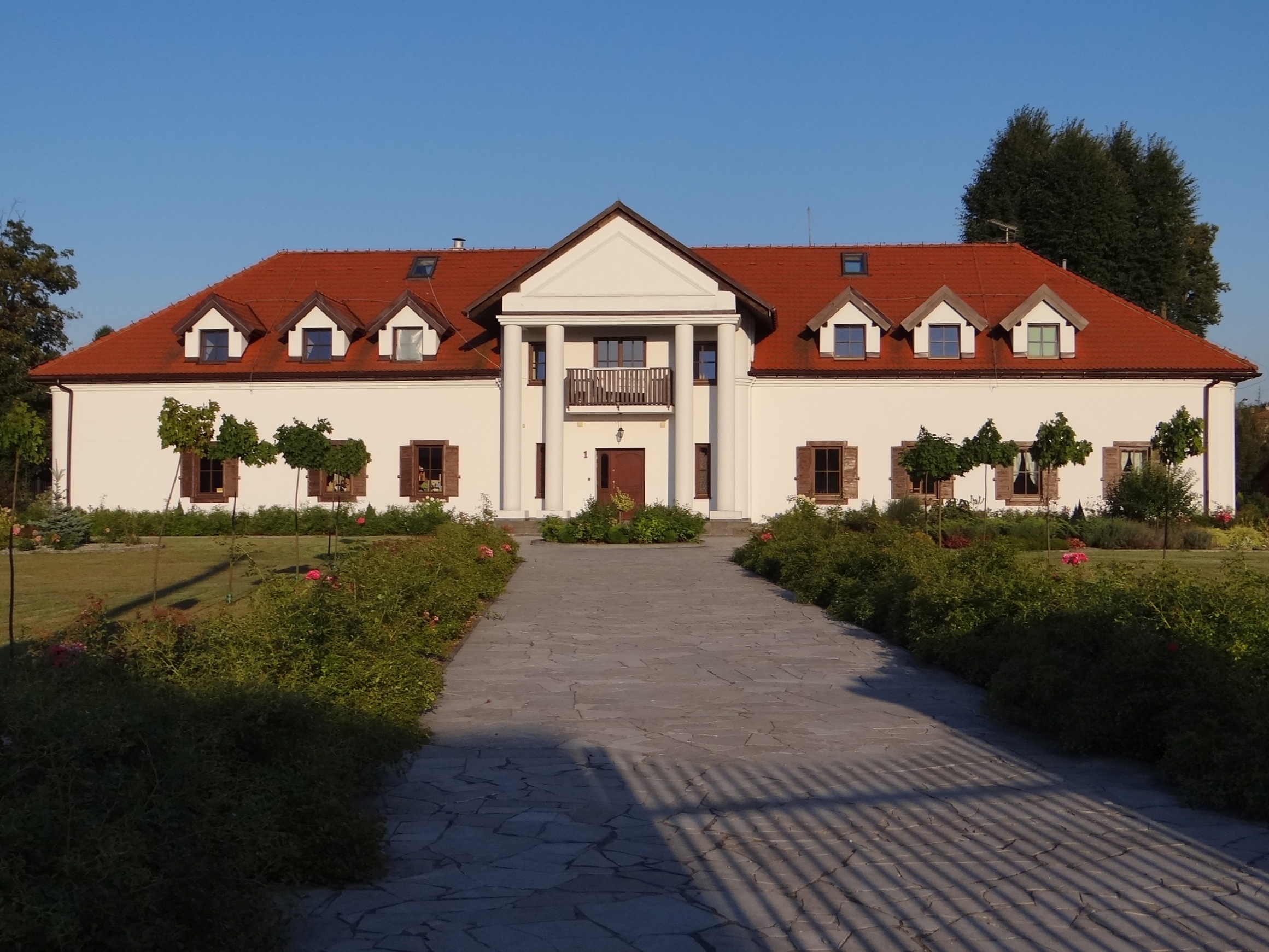
Dawny dwór
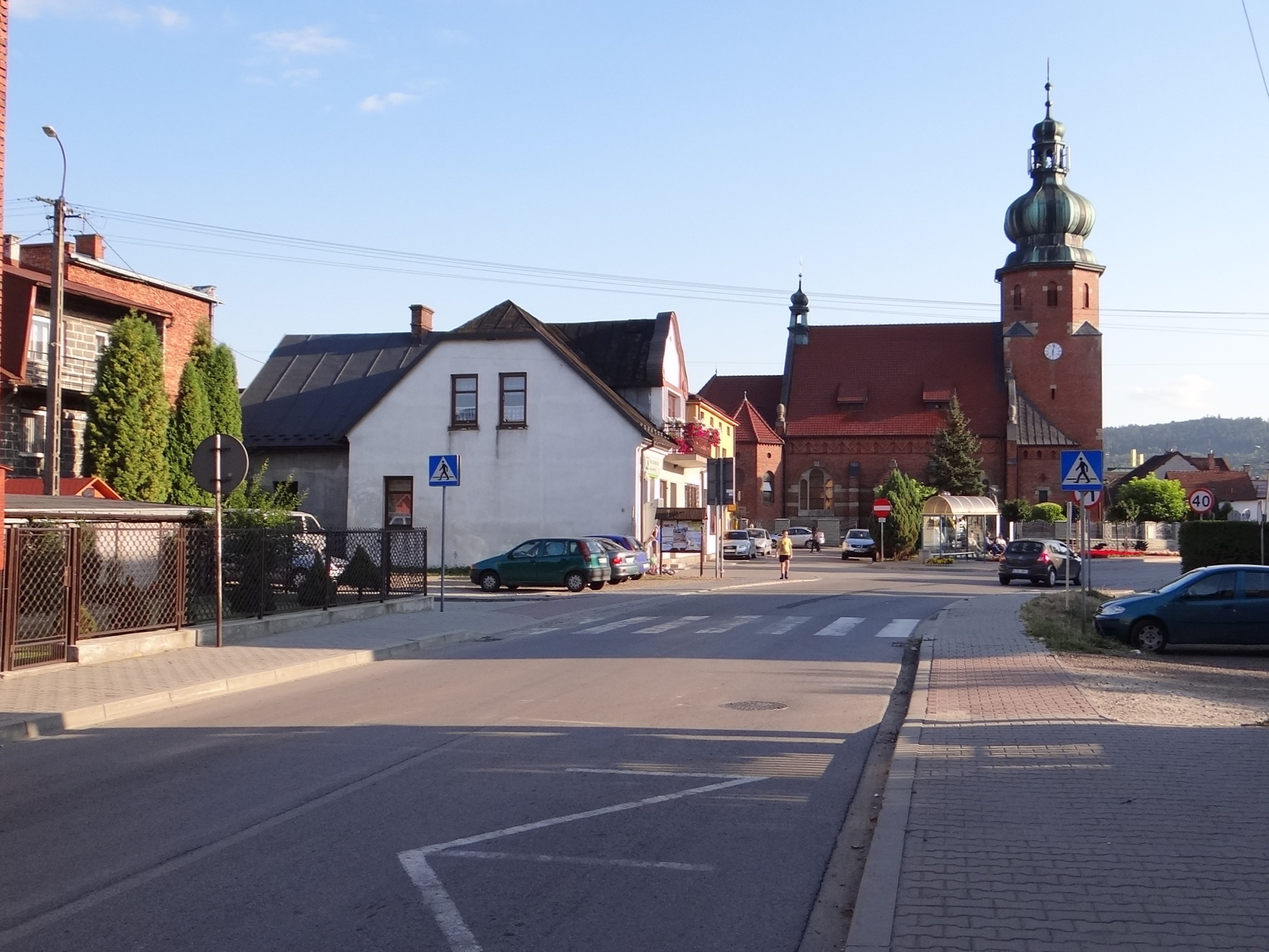
Centrum
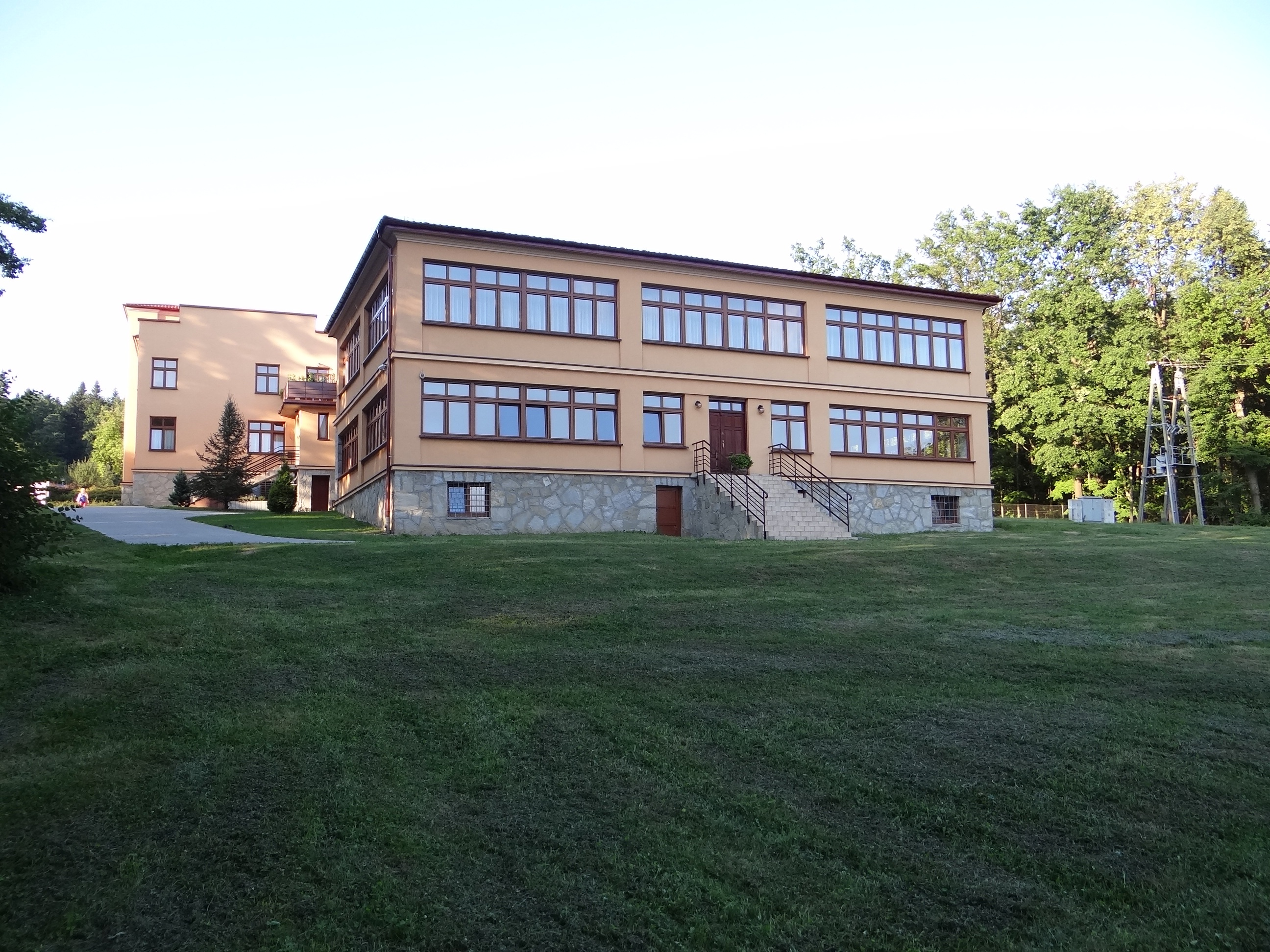
Ośrodek rekolekcyjny
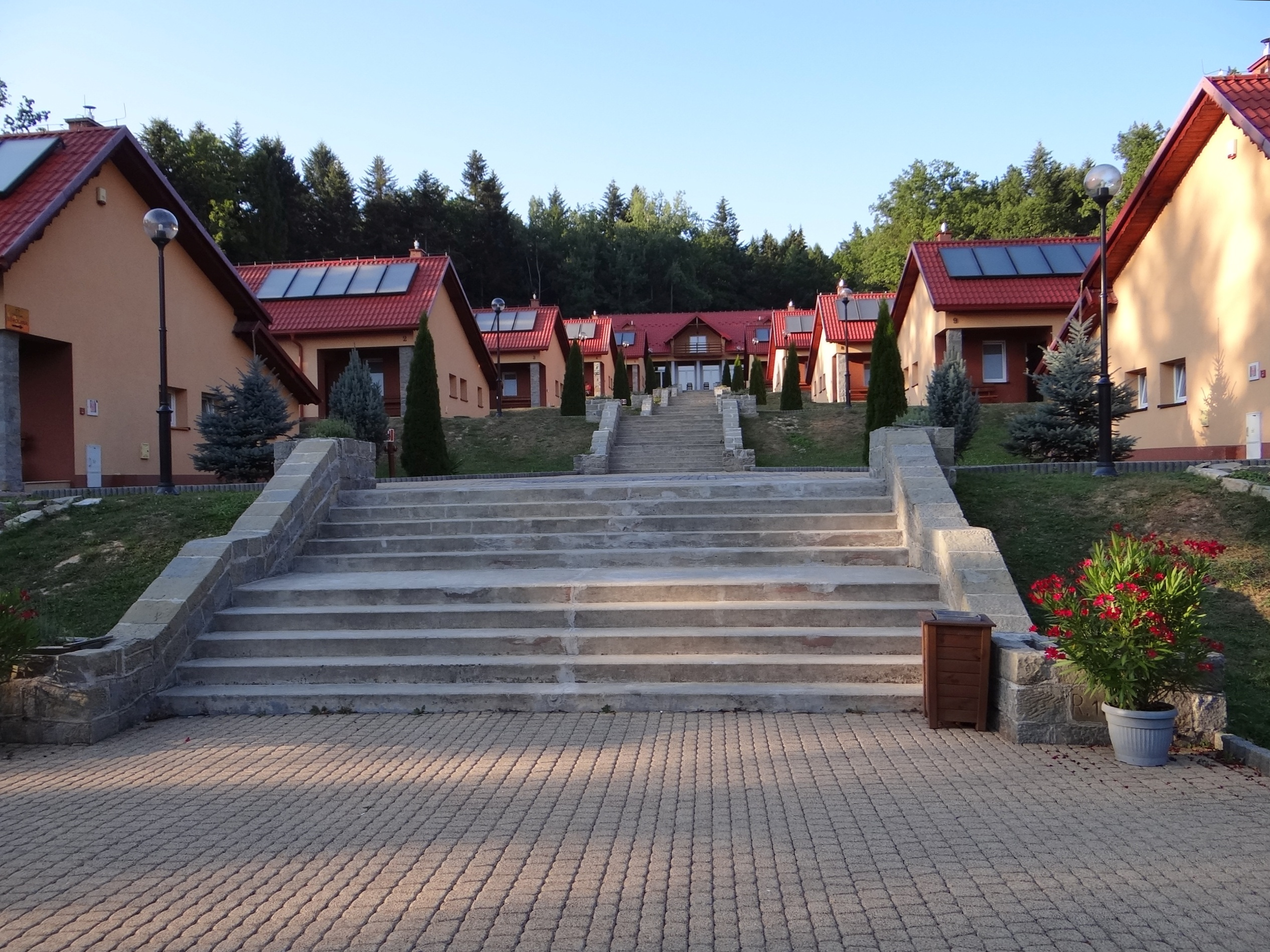
Ośrodek rekolekcyjny
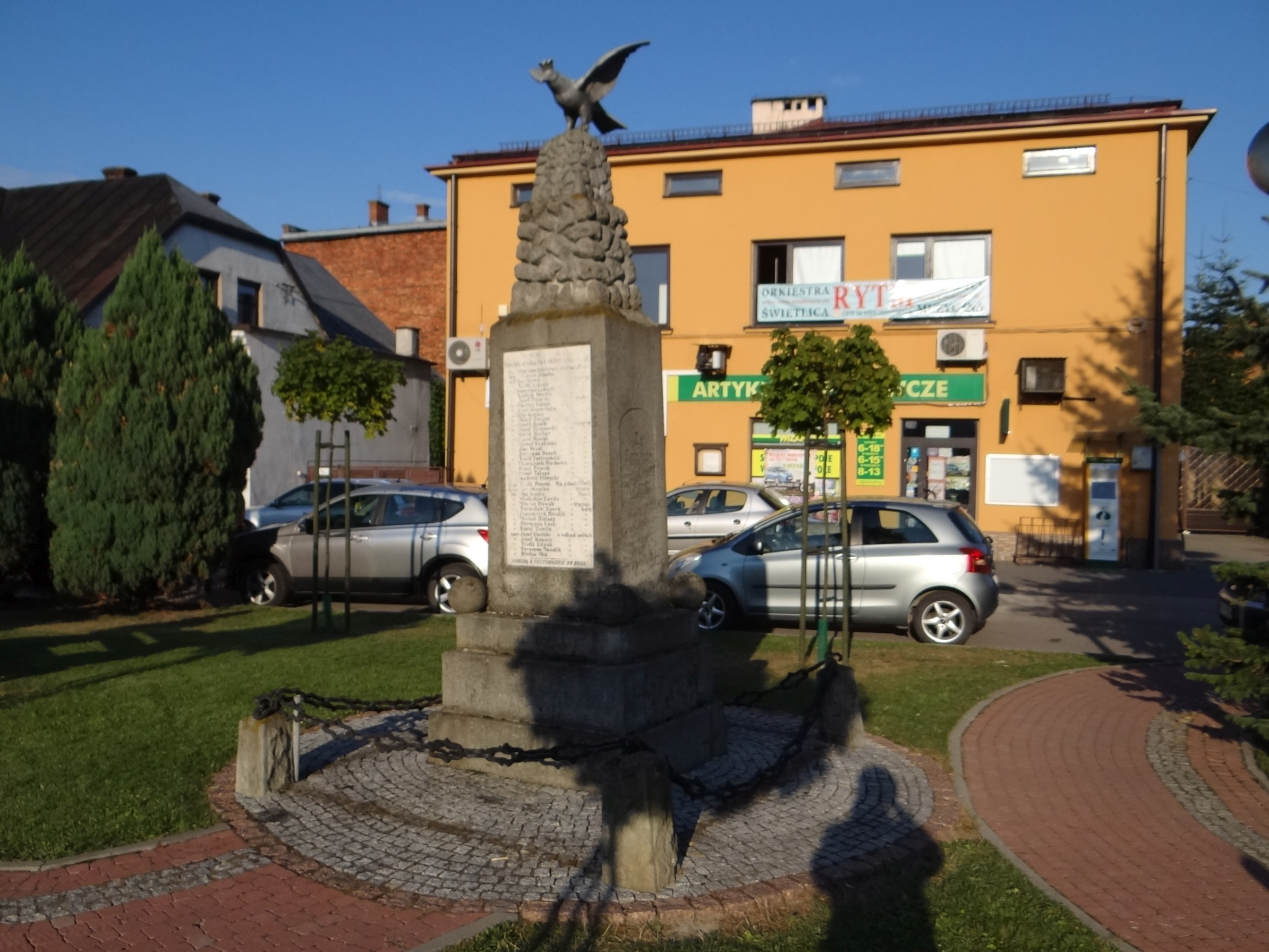
Pomnik
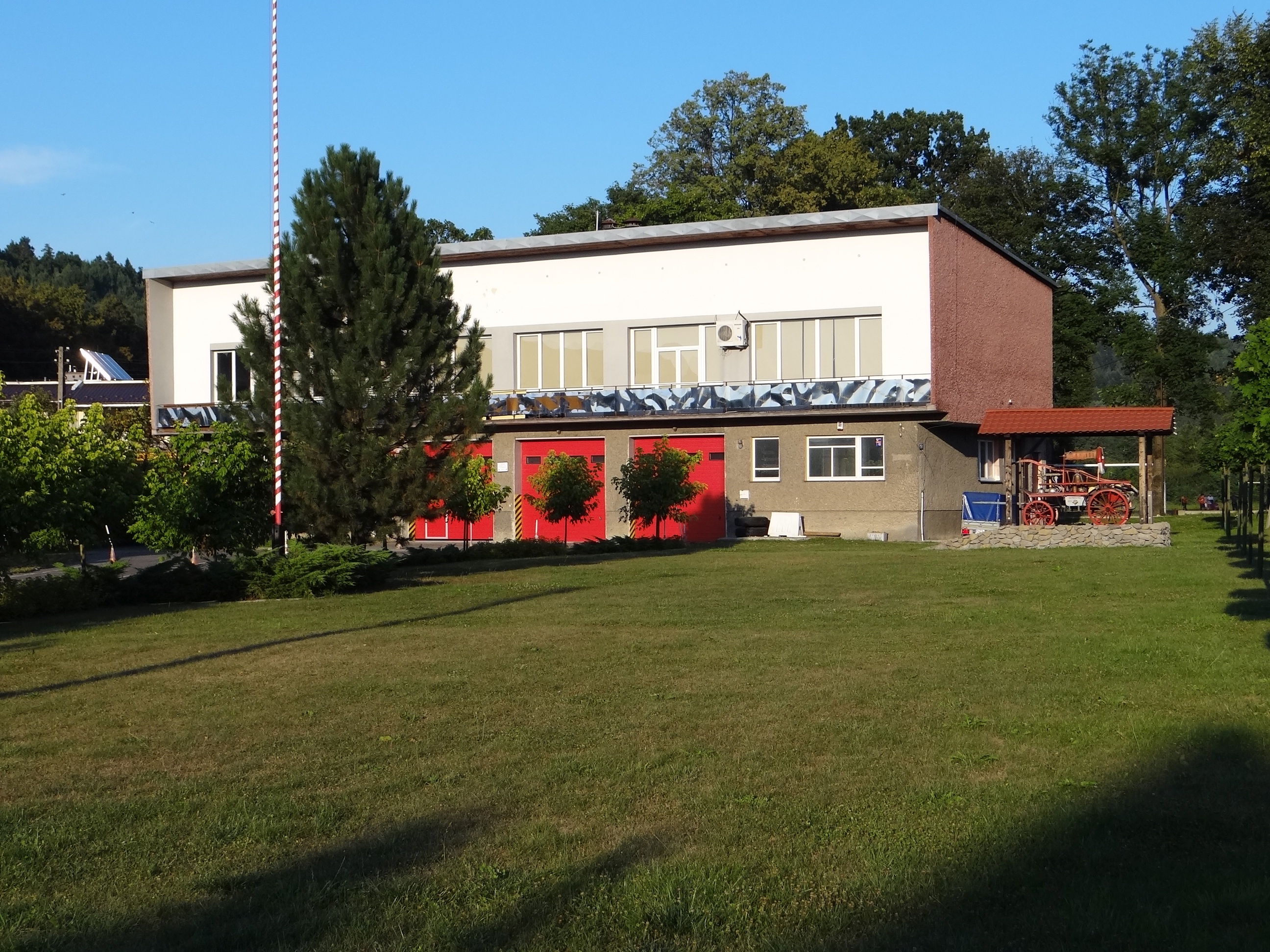
Remiza strażacka

## Zabytki
Obiekt wpisany do rejestru zabytków nieruchomych województwa małopolskiego.
- Dwór, otoczenie: podjazd, pozostałości ogrodu z drzewostanem.

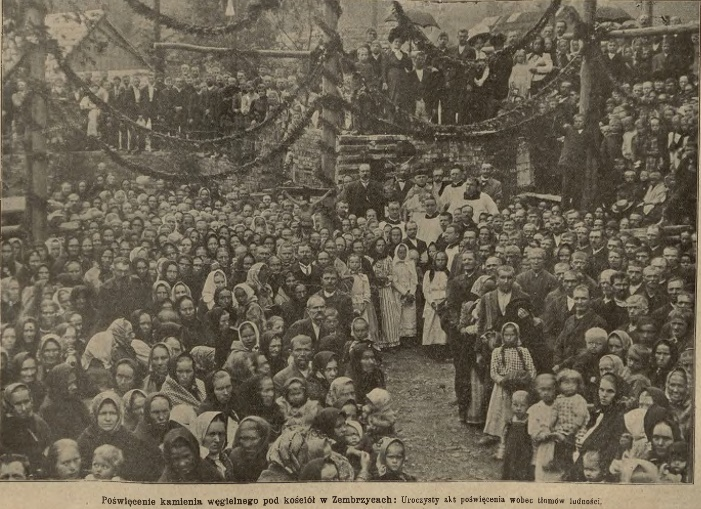
Poświęcenie kamienia węgielnego pod budowę kościoła

Poza kościołem we wsi zachował się dwór szlachecki, zbudowany w latach 1807–1810. Obecnie na parterze budynku znajduje się Warsztat Terapii Zajęciowej działający przy Caritas Archidiecezji Krakowskiej, na piętrze znajduje się 12 pokoi (24 miejsc noclegowych) oraz apartament. Dwór został wyremontowany i oddany ponownie do użytku w 2011 roku[16].
- Grodzisko.

### Inne zabytki
Zabudowa Zembrzyc ma charakter małomiasteczkowy. Przy centralnym placu znajduje się wybudowany na początku XX wieku kościół w stylu neogotyckim, który powstał na miejscu starszej XVI-wiecznej budowli. Z poprzedniej świątyni zachowało się wyposażenie, m.in. wczesnobarokowe ołtarze z początku XVII wieku, barokowe obrazy malowane na desce. Na szczególną uwagę zasługuje XVII-wieczny obraz Matki Boskiej z Dzieciątkiem, uznawany przez miejscową ludność za słynący łaskami, oraz XVI-wieczny krucyfiks, noszący ślady sztuki późnego gotyku. Na wzgórzu Zamczysko można odnaleźć ślady wspomnianej już warownej budowli. Ponadto w Zembrzycach znajduje się kilka kaplic i figur przydrożnych. W Zembrzycach istnieje także Dom Mariacki.

## Transport
W Zembrzycach znajdują się przystanek PKP Zembrzyce oraz mijanka techniczna Zembrzyce Nowe na linii kolejowej nr 97. Istnieją także trzy przystanki autobusowe: przy przystanku PKP (Zembrzyce PKP), w rynku, koło kościoła (Zembrzyce Rynek) oraz przy skrzyżowaniu drogi prowadzącej do rynku z drogą wojewódzką nr 956 (Zembrzyce Piekarnia). W Zembrzycach znajduje się także siedziba oraz zajezdnia Beskidus Sp. z o.o.

## Ludzie związani z Zembrzycami
- Szczepan Fidelus – urodzony w Zembrzycach działacz chłopski i poseł na Sejm w okresie międzywojennym
- Jan Sas-Zubrzycki – polski architekt, teoretyk architektury, konserwator sztuki
- Bolesław Talago – polski mierniczy z rodziny Józefa Talaga z Zembrzyc
- Jan Talaga – polski malarz Młodej Polski z Zembrzyc

## Geografia
Miejscowość położona jest na północ od Suchej Beskidzkiej w szerokiej kotlinie, niedaleko ujścia rzeki Paleczka do Skawy, w Beskidzie Makowskim.

### Części wsi
| SIMC   | Nazwa       | Rodzaj    |
| ------ | ----------- | --------- |
| 079154 | Bace        | część wsi |
| 079160 | Dąbie       | część wsi |
| 079177 | Grygle      | część wsi |
| 079183 | Koźle       | część wsi |
| 079190 | Na Tarniu   | część wsi |
| 079266 | Paracowie   | osada     |
| 079208 | Pilchówka   | część wsi |
| 079214 | Ruski       | część wsi |
| 079220 | Szpitalisko | część wsi |
| 079237 | U Piły      | część wsi |
| 079243 | Zamłynie    | część wsi |
| 079272 | Zarębki     | osada     |
| 079250 | Zawsie      | część wsi |

## Galeria

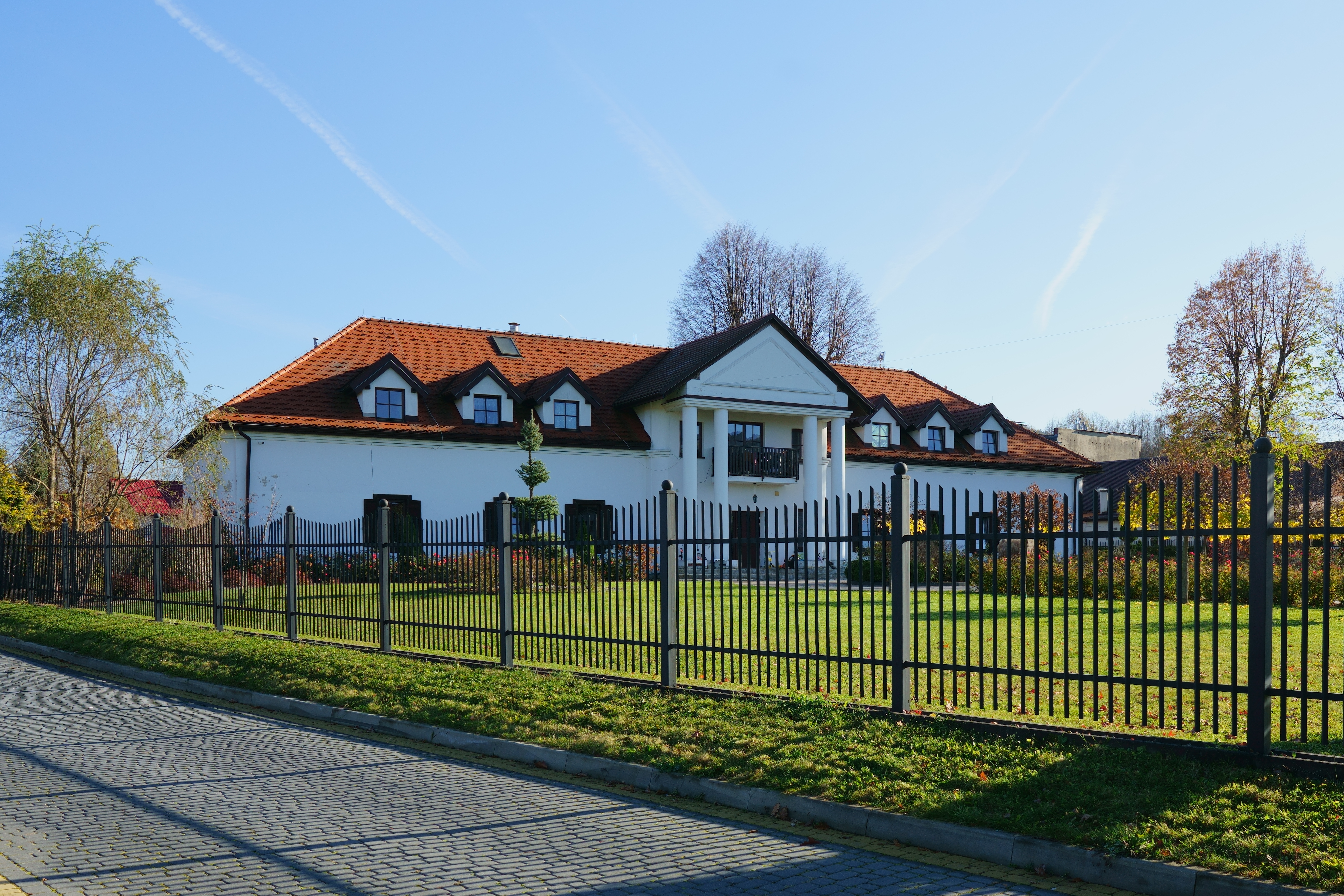
Dawny dwór
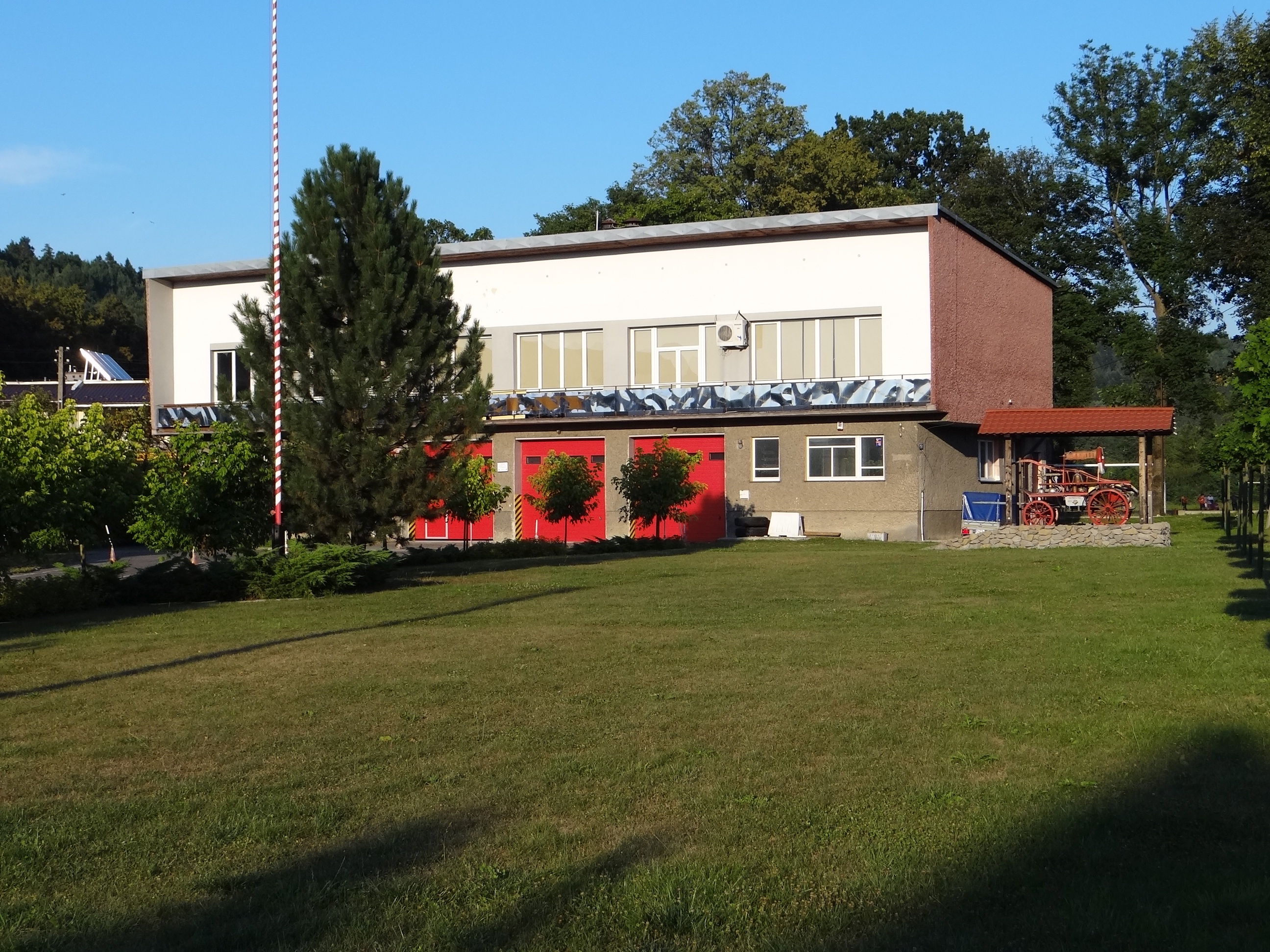
Remiza
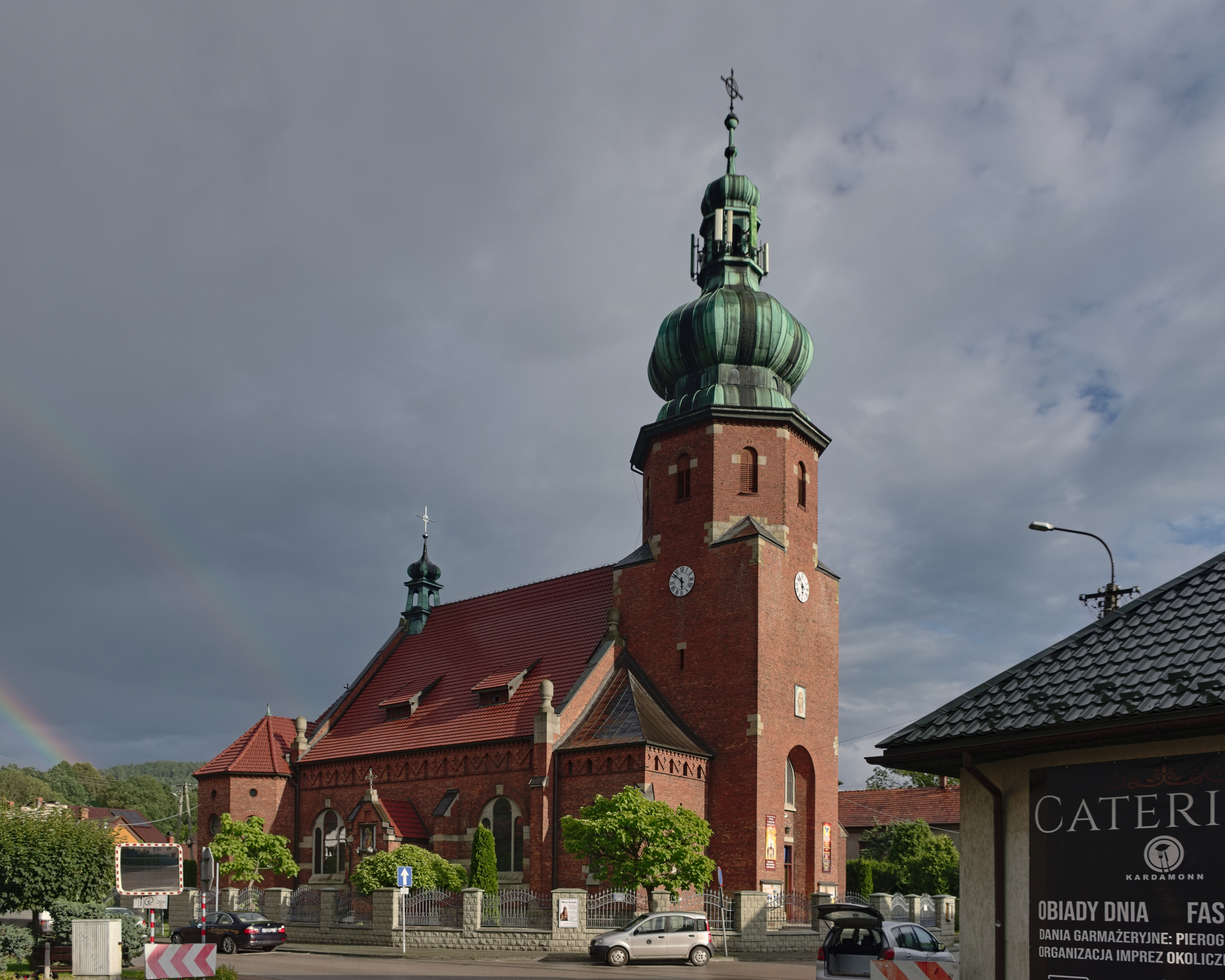
Kościół
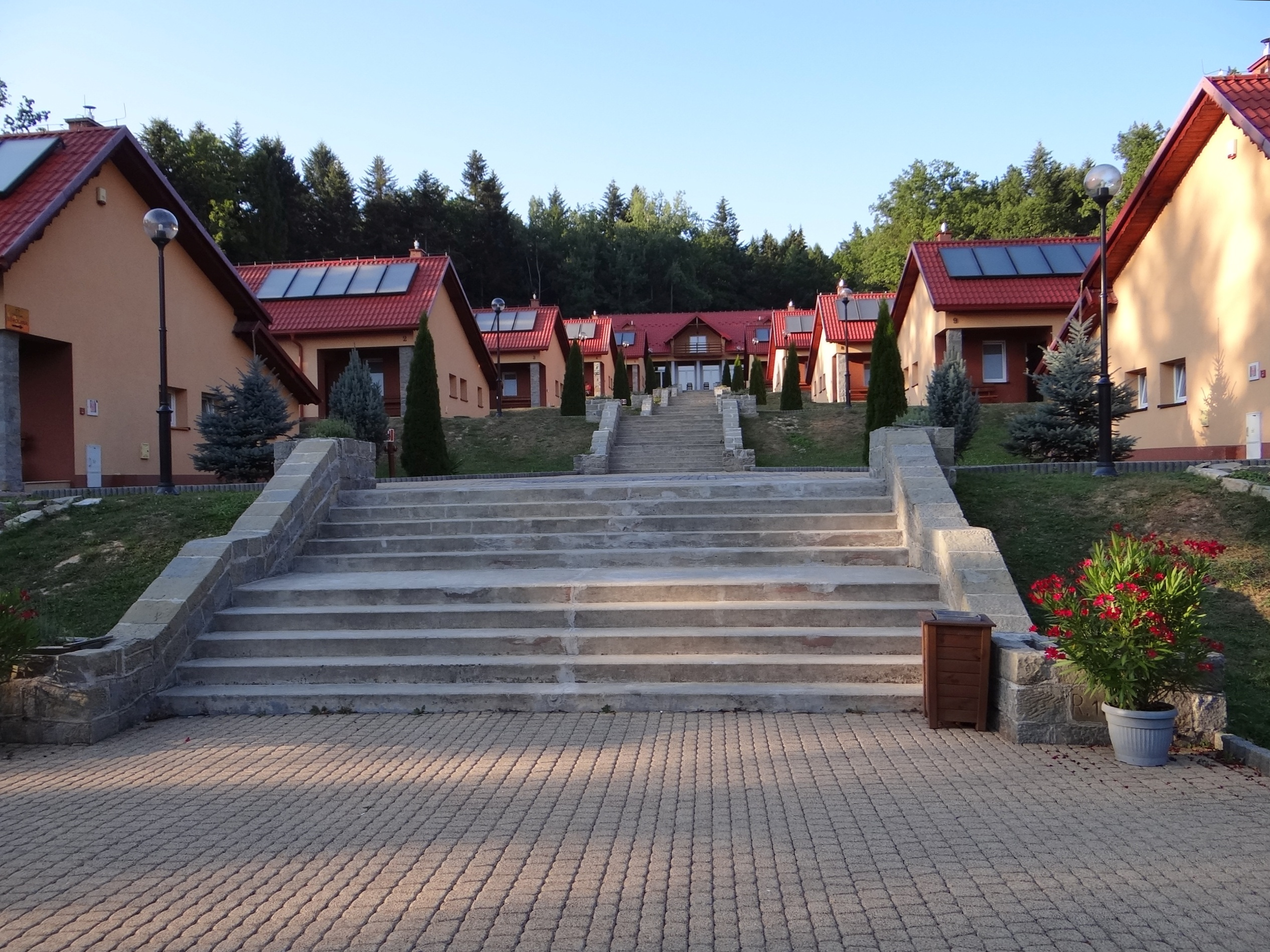
Ośrodek rekolekcyjno-wczasowy
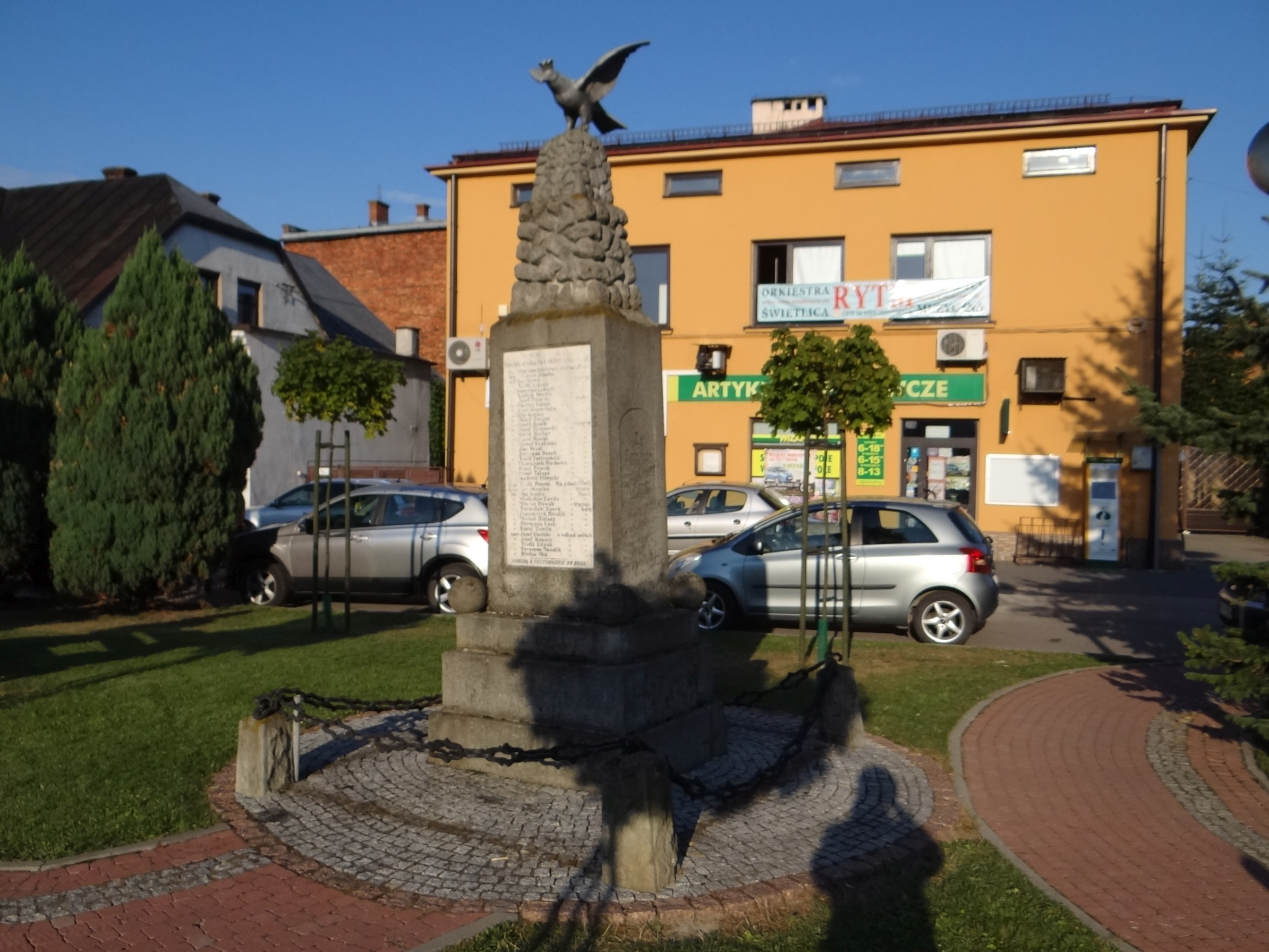
Pomnik